# Willem Johan Kolff
Willem Johan "Pim" Kolff (n. 14 februarie 1911, Leiden, Olanda de Sud, Țările de Jos – d. 11 februarie 2009, Pennsylvania, SUA) a fost un pionier al hemodializei, inima artificială, precum și în întregul domeniu al organului artificial. Willem a fost un membru al familiei Kolff, o veche familie olandeză de patricieni. El a făcut descoperirile sale majore în domeniul dializei pentru insuficiență renală în timpul celui de-al Doilea Război Mondial. A emigrat în 1950 în Statele Unite, unde a obținut cetățenia americană în 1955, și a primit o serie de premii și recunoaștere pe scară largă pentru munca sa.

## În Țările de Jos
Născut în Leiden, Țările de Jos, Kolff era cel mai mare dintr-o familie de 5 băieți. Kolff a studiat medicina în orașul său natal la Universitatea Leiden și a continuat ca rezident în medicina internă la Universitatea Groningen. Unul dintre primii săi pacienți a fost un bărbat de 22 de ani care murea încet de insuficiență renală cronică.  Acest lucru l-a determinat pe Kolff pentru a efectua cercetări privind înlocuirea funcției renale artificiale. De asemenea, în timpul rezidenței sale, Kolff a organizat prima bancă de sânge din Europa (în 1940). Primul prototip de dializor al lui Kolff a fost dezvoltat în 1943, construit din cutii de suc de portocale, piese auto folosite și carcase de cârnați. Pe parcursul a doi ani, Kolff a încercat să trateze 15 persoane cu mașina sa, dar toți au murit. În 1945, Kolff și-a tratat cu succes primul pacient, o femeie de 67 de ani, din cauza insuficienței renale folosind mașina hemodializă.
În timpul celui de-al Doilea Război Mondial, el a fost în Kampen, (Overijssel), unde a fost activ în rezistența olandeză împotriva ocupației germane. În același timp, Kolff a dezvoltat primul rinichi artificial funcțional.  Și-a tratat primul pacient în 1943, iar în 1945 a reușit să salveze viața unui pacient cu tratament de hemodializă. În 1946 a obținut un doctorat summa cum laude la Universitatea din Groningen pe această temă. Acesta marchează începutul unui tratament care a salvat viețile a milioane de pacienți cu insuficiență renală cronică de atunci.

## În Statele Unite
Când războiul s-a terminat, Kolff și-a donat rinichii artificiali altor spitale pentru a răspândi familiaritatea cu tehnologia. În Europa, Kolff a trimis mașini la Londra, Amsterdam și Polonia. O altă mașină trimisă dr. Isidore Snapper la Spitalul Mount Sinai, New York| Spitalul Mount Sinai]] din New York a fost folosit pentru a efectua prima dializă umană în Statele Unite pe 26 ianuarie 1948 sub supravegherea dr. Alfred P. Fishman și Irving Kroop.
În 1950, Kolff a părăsit Țările de Jos pentru a căuta oportunități în SUA. La Cleveland Clinic, el a fost implicat în dezvoltarea aparatului cardiac-pulmonar pentru a menține funcția cardiacă și pulmonară în timpul intervenției chirurgicale cardiace. De asemenea, și-a îmbunătățit aparatul de dializă.  La Brigham and Women's Hospital, cu finanțare de la dezvoltatorul imobiliar din New York David Rose el a dezvoltat prima producție de rinichi artificial, Kolff Brigham Artificial Kidney, fabricat de Edward A. Olson Co. în Boston Massachusetts, și mai târziu Travenol Twin-Coil Artificial Kidney.
El a devenit șeful  Diviziei de organe artificiale și al Institutului de Inginerie Biomedicală din Utah în 1967, unde a fost implicat în dezvoltarea inimii artificiale, prima dintre acestea fiind implantată în 1982 pacientului Barney Clark, care a supraviețuit timp de patru luni, inima încă funcționând în momentul morții lui Clark.
În 1976 Kolff a devenit membru corespondent al Academiei Regale Neerlandeze de Arte și Științe.

## Impact
Kolff este considerat a fi „Tatăl organelor artificiale”, și este considerat ca fiind unul dintre cei mai importanți medici ai secolului al XX-lea. El a obținut mai mult de 12 doctorate onorifice la universități din întreaga lume, și mai mult de 120 de premii internaționale, printre care Premiul Cameron pentru terapeutice al Universității din Edinburgh în 1964, Premiul Placa de Aur al  Academia Americană de Realizări în 1971, Premiul Harvey în 1972, AMA Scientific Achievement Award în 1982, Premiul Japonia în 1986, Premiul Albert Lasker pentru cercetare medicală clinică în 2002 Premiul Russ în 2003. În 1990 Life Magazine l-a inclus în lista celor mai importante 100 de persoane ale secolului XX. A fost conominație cu William H. Dobele pentru Premiul Nobel pentru Fiziologie sau Medicină în 2003. Robert Jarvik, care a lucrat în laboratorul lui Kolff la Universitatea din Utah începând cu 1971, l-a creditat pe Kolff cu faptul că l-a inspirat să dezvolte prima inimă artificială permanentă.
Kolff a murit cu trei zile înainte de a împlini 98 de ani pe 11 februarie 2009, într-un centru de îngrijire din Philadelphia. Pe 29 februarie 2012, Yad Vashem i-a recunoscut pe Willem Johan Kolff și pe soția sa drept Drept printre națiuni, pentru rolul lor în ascunderea unui coleg medical evreu și a fiului său..